# Маникаленд
Маникаленд (енгл. Manicalend) је покрајина Зимбабвеа. Површина је 36.549 km² и број становника је око 1,6 милиона (2002). Главни град покрајине је Мутаре.
Име покрајине је настало на основу настањености покрајине народом Мањика (Manyika). Мањика су под-племе Шона (Shona) које има своју варијанту шона језика Мањика језик.
У Маникаленду имамо следеће дистрикте: 
- Бухера
- Макони
- Мутаре
- Мутаса
- Њанга
- Чиманимани
- Чипинге,